# Enrico Gras
Enrico Gras (* 7. März 1919 in Genua; † 5. März 1981 in Rom) war ein italienischer Dokumentarfilmer.

## Leben
Gras schloss in Ingenieurwissenschaften ab; zusammen mit seinem Freund Luciano Emmer drehte er ab 1941 zahlreiche Kurzfilme, fast alle zu kunstgeschichtlichen Themen. Ab 1949 setzte er diese Tätigkeit in Argentinien und später in Uruguay fort. Mitte der 1950er Jahre kehrte er in sein Heimatland zurück; nach einem Drehbuch aus dem Jahr 1946 war er nun an mehreren dokumentarischen Lang- und Spielfilmen des Jahres 1955 als Ko-regisseur beteiligt. Auch 1961 war er, wieder an der Seite von Mario Craveri, in dieser Rolle aktiv.
Ebenfalls mit Craveri entstanden, nun für das Fernsehen, zahlreiche weitere dokumentarische Filme, bis Gras 1978 mit Giulio Macchi an der Fernsehserie Il pensiero dell'occhio wirkte.

## Filmografie (Auswahl)
- 1956: Auf der Spur der weißen Götter (L'impero del sole)